# Henry Jonsson
Henry Jonsson   (Parròquia de Håsjö, 12 de maig de 1912 - Estocolm, 9 de març de 2001), conegut a partir de 1940 com a Henry Kälarne, fou un atleta suec, especialista en curses de mig fons i de fons que va competir entre la dècada de 1930 i la de 1940.
A nivell internacional el 1936 va prendre part en els Jocs Olímpics d'Estiu de Berlín, on guanyà la medalla de bronze en la cursa dels 5.000 metres del programa d'atletisme. El 1938, al Campionat d'Europa d'atletisme, va guanyar una medalla de plata en els 5.000 metres.
A nivell nacional guanyà onze campionats nacionals entre 1935 i 1940: dos en els 1.500 metres, quatre en els 5.000 metres i cinc en el camp a través. Va posseir nombrosos rècords nacionals en els 3.000 i 5.000 metres.
El 1940 va rebre la Svenska Dagbladets guldmedalj pels seus èxits esportius. El 1946, junt a Gunder Hägg i Arne Andersson, fou inhabilitat de per vida per violar les regles amateurs.

## Millors marques
- 1.500 metres. 3'48.7" (1940)
- 3.000 metres. 8.09.0" (1940)
- 5.000 metres. 14'18.8" (1939)[3][4]